# Nesopetinus rudis
Nesopetinus rudis är en skalbaggsart som beskrevs av Sharp 1908. Nesopetinus rudis ingår i släktet Nesopetinus och familjen glansbaggar. Inga underarter finns listade i Catalogue of Life.